# Савускан, Ирина Александровна
Ири́на Алекса́ндровна Савуска́н (4 июля 1905, Одесса, Херсонская губерния — 14 ноября 1984, Таллин) — советская театральная актриса

.

## Биография
Родилась 4 июля 1905 года в Одессе в караимской семье. С 1912 по 1920 год училась в Евпаторийской женской гимназии. С 1929 по 1931 год училась актёрскому мастерству в студии Харьковского драматического театра имени Т. Шевченко.
С 1930 по 1941 год работала в театрах Украинской ССР (Донецкий музыкально-драматический театр и Киевский ТЮЗ), в 1941—1948 годах в театрах РСФСР и в 1948—1950 годах в Даугавпилсском драматическом театре. В 1950 году переехала в Таллин. В 1952 году стала членом КПСС. С 1950 по 1971 год была актёром Государственного Русского драматического театра Эстонской ССР. В течение карьеры сыграла в 72 театральных постановках.
Умерла 14 ноября 1984 года в Таллине. Похоронена на таллинском кладбище Метсакальмисту.

## Роли в театре
- 1951 — «С любовью не шутят» П. Кальдерона — Инесса
- 1953 — «Егор Булычов и другие» М. Горького — Елизавета Достигаева[7]
- 1956 — «В добрый час!» В. Розова — Анастасия Ефремовна
- 1957 — «Неуловимое чудо» Э. Вильде — Паула
- 1959 — «Третье слово» А. Касона — Матильда
- 1959 — «Любовь и жизнь» А. Х. Таммсааре и В. Пансо — Ида Карим
- 1961 — «Время любить» Б. Ласкина[8]
- 1967 — «Венская почтовая марка» Арди Лийвеса — Элма Ролль
- 1967 — «Связь» Э. Вильде — Майя
- 1967 — Четыре креста на солнце А. Делендика — Капариха
- 1967 — «Странная миссис Сэвидж» Дж. Патрика — миссис Сэвидж
- 1968 — «Варвары» М. Горького — Богаевская[3]

## Награды и звания
- Заслуженная артистка Эстонской ССР (1968)[3]
- Орден «Знак Почёта»